# Eugeniusz Anastazy Grabowski
Eugeniusz Anastazy Grabowski herbu Oksza (ur. 10 marca 1876 w Turnovie, zm. 3 marca 1952 w Wałbrzychu) – podpułkownik kawalerii Wojska Polskiego.

## Życiorys
Urodził się 10 marca 1876 w Turnovie (niem. Turnau), w rodzinie hrabiego Michała Maksymiliana (1845–1918) i Marii z domu Światopełk-Zawadzkiej herbu Lis (1850–1920). Był bratem oficerów kawalerii Wojska Polskiego: Seweryna Sewera (1874–1947), podpułkownika, Stefana (1877–1946), pułkownika, Zygmunta Piotra Idziego (1880–1954), rotmistrza, Henryka (1884–1944), majora i Emila (1886–1944), majora.
Po odzyskaniu przez Polskę niepodległości został przyjęty do Wojska Polskiego. 11 września 1919 roku Naczelny Wódz mianował go pełniącym obowiązki zastępcy inspektora Wojskowej Straży Granicznej.
Brał udział w wojnie polsko-bolszewickiej. 15 lipca 1920 roku został zatwierdzony z dniem 1 kwietnia 1920 roku w stopniu majora, w kawalerii, w grupie oficerów byłych Korpusów Wschodnich i byłej armii rosyjskiej. Pełnił wówczas służbę w dowództwie miasta Warszawa. Był członkiem Naczelnego Polskiego Komitetu Wojskowego, a po odzyskaniu przez Polskę niepodległości zasiadł w składzie Komisji Orzekającej Odznaki Naczelnego Polskiego Komitetu Wojskowego. 1 czerwca 1921 roku pełnił służbę w Departamencie IV Ministerstwa Spraw Wojskowych w Warszawie, a jego oddziałem macierzystym był 1 pułk Ułanów Krechowieckich.
3 maja 1922 roku został zweryfikowany w stopniu podpułkownika ze starszeństwem z dniem 1 czerwca 1919 roku i 53. lokatą w korpusie oficerów jazdy (od 1924 roku – kawalerii). W 1923 roku pełnił funkcję szefa Wydziału IV Remontu w Departamencie II Jazdy Ministerstwa Spraw Wojskowych w Warszawie, pozostając oficerem nadetatowym 1 puł w Augustowie. W 1924 został przydzielony do 16 pułku Ułanów Wielkopolskich w Bydgoszczy, pozostając nadal oficerem nadetatowym 1 puł. W październiku tego roku został przeniesiony do 16 puł. na stanowisko zastępcy dowódcy pułku. Z dniem 1 marca 1927 roku został mu udzielony dwumiesięczny urlop z zachowaniem uposażenia, a z dniem 30 kwietnia 1927 roku został przeniesiony w stan spoczynku.
Jako emerytowany oficer w 1928 zamieszkiwał w Bydgoszczy. Jego żoną w 1924 została Maria Morstin herbu Leliwa (1892–1972), z którą miał syna Andrzeja (1928–2001) i córkę Marię (1930–1944). Drugą żoną była Helena Łubieńska herbu Pomian (1889–1960).
Zmarł 3 marca 1952 w Wałbrzychu.

## Ordery i odznaczenia
- Krzyż Oficerski Orderu Odrodzenia Polski – 2 maja 1922[15]
- Krzyż Walecznych
- Medal Pamiątkowy za Wojnę 1918–1921 – 26 lipca 1929[16]
- Medal Dziesięciolecia Odzyskanej Niepodległości – 26 lipca 1929[16]